# Người Scythia
Người Scythia hay người Scyth là một dân tộc Iran bao gồm những người chăn thả gia súc, sống du mục, cưỡi ngựa  đã thống trị vùng thảo nguyên Hắc Hải trong suốt thời kỳ cổ đại từ khoảng thế kỷ 8-7 TCN. Vào cuối thời kỳ cổ đại, những người Sarmatia có quan hệ họ hàng gần đã trở thành lực lượng thống trị người Scythia trong khu vực này. Phần lớn thông tin còn sót lại về người Scythia đến từ nhà sử học Hy Lạp là Herodotos (khoảng 440 TCN) trong bộ sử Historiai của ông và từ các đồ vàng tạo tác thanh tú đã khai quật được từ các gò mộ kiểu Scythia tại Ukraina và miền nam nước Nga.
Tên gọi "Scythia" cũng từng được dùng để chỉ các nhóm sắc tộc khác nhau trông tương tự như người Scythia, hoặc những người sinh sống tại nơi nào đó trong khu vực rộng lớn, bao phủ Ukraina, nam Nga và Trung Á ngày nay — được biết đến trong thời kỳ Trung cổ như là Scythia. Tên gọi này cũng được các học giả thời kỳ đầu sử dụng trong nghiên cứu về người Tiền Ấn-Âu, và trong khuôn khổ của giả thuyết Kurgan thì thuật ngữ người Scythia được coi là tương tự một cách hợp lý đối với các tổ tiên Tiền Ấn-Âu của họ.

### Nguồn gốc và thời kỳ tiền sử (tới 700 TCN)

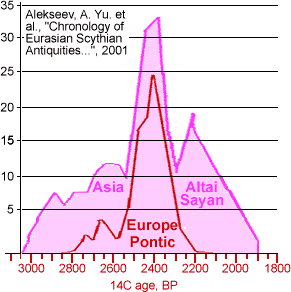
Niên biểu các kurgan Scythia tại châu Á và châu Âu (Theo hình 6 trong Alekseev A. Yu. và ctv., "Chronology of Eurasian Scythian Antiquities"

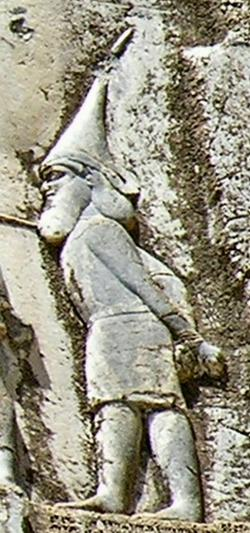
Skunkha, vua của Sakā tigraxaudā ("Người Saka đội mũ nhọn đầu", một nhóm các bộ lạc Scythia). Chi tiết xem Chữ khắc Behistun.

### Cổ đại (600 TCN tới 300)

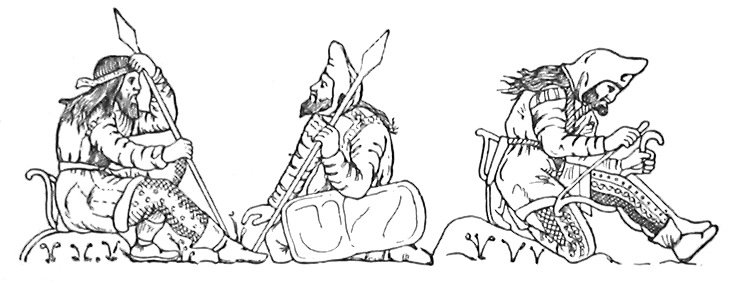
Các chiến binh Scythia, vẽ theo các hình vẽ trên chiếc cốc bằng electrum từ khu gò mộ kiểu kurgan Kul-Oba gần Kerch. Chiến binh bên phải đang buộc chiếc cung của mình, căng nó qua đầu gối; lưu ý tới chiếc mũ trùm đầu nhọn điển hình, áo vét dài với lông thú hay lông cừu trang điểm ở rìa, quần có trang trí, ủng ngắn trên mắt cá chân. Người Scythia dường như thường để tóc dài không buộc, những người đàn ông trưởng thành để râu. gorytos xuất hiện rõ ràng bên hông trái của chiến binh cầm giáo để đầu trần; bạn đồng hành của anh ta có chiếc khiên rất thú vị, có lẽ là một tấm da phẳng che trên một bản bằng gỗ hay liễu gai. (Viện bảo tàng Ermitaz, Sainkt Peterburg)

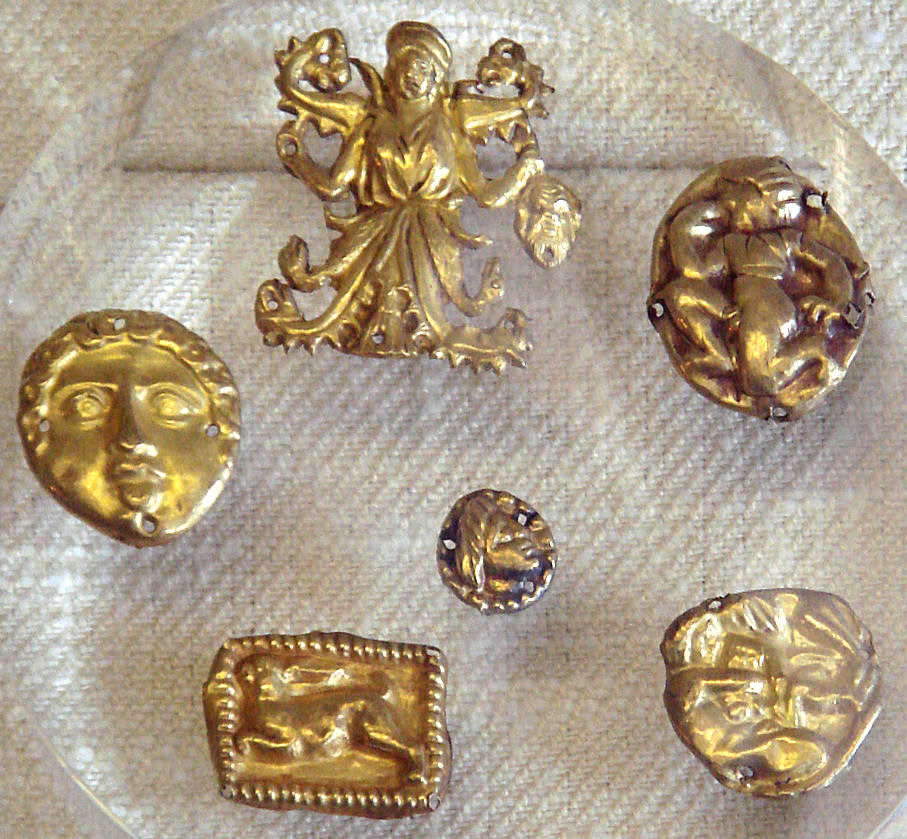
Của cải bằng vàng bạc khai quật từ Kul-Oba, gần Kerch.

### Người Ấn-Scythia

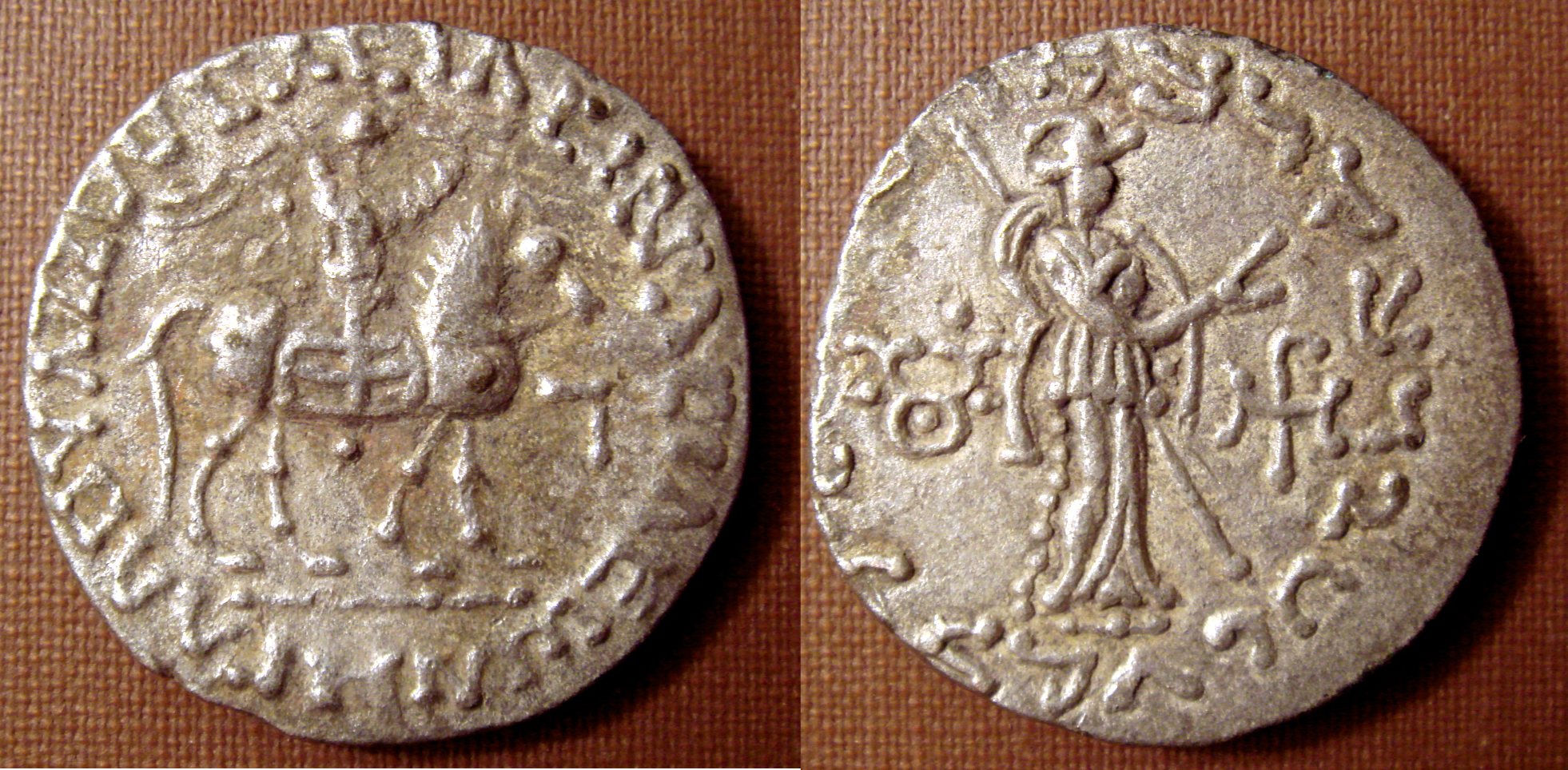
Đồng tiền bằng bạc của vua Azes II (trị vì khoảng 35-12 TCN). Biểu tượng tam bảo Phật giáo ở mé trái của mặt sau.

### Văn hóa Pazyryk

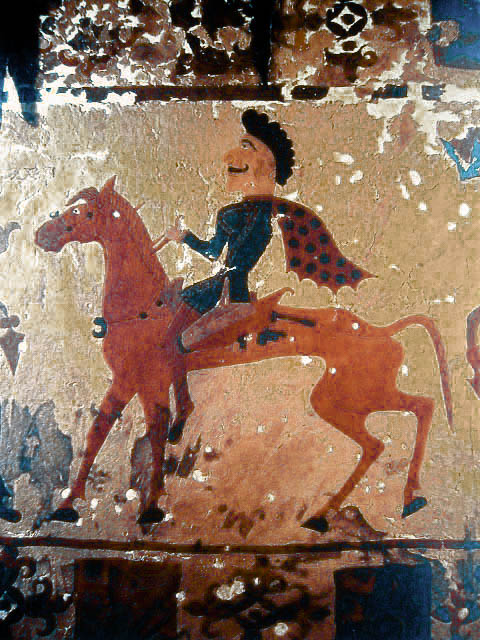
Người cưỡi ngựa, đồ tạo tác bằng phớt của văn hóa Pazyryk, khoảng 300 TCN.

### Kho báu Tillia tepe

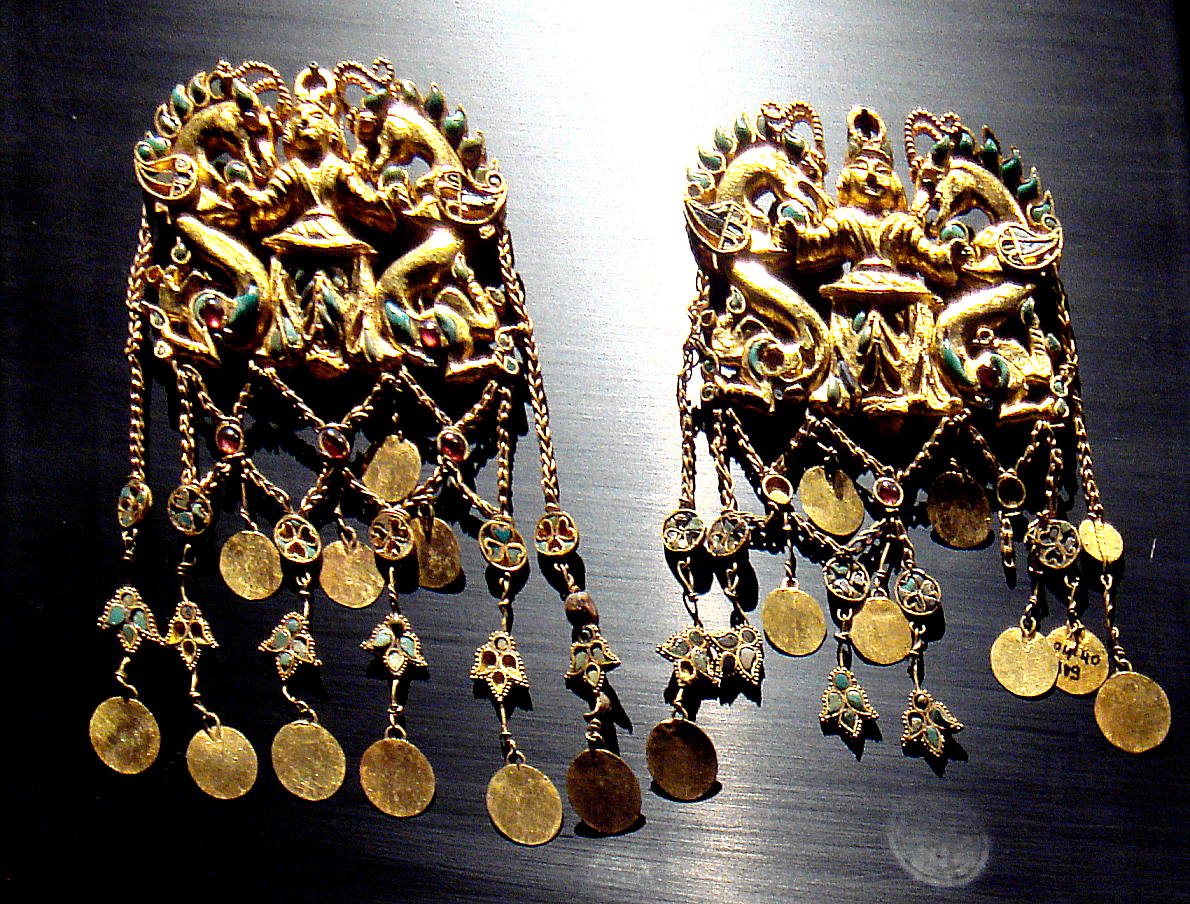
"Các vị vua và các con rồng", Tillia tepe.

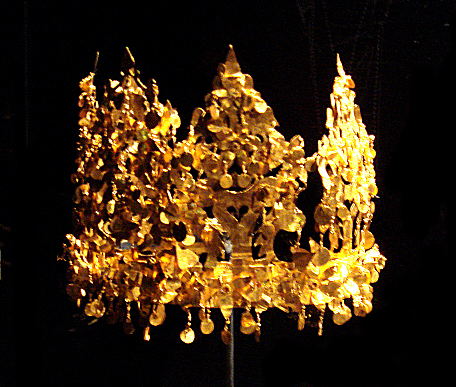
Vương miện, Tillia tepe.

### Trung Quốc

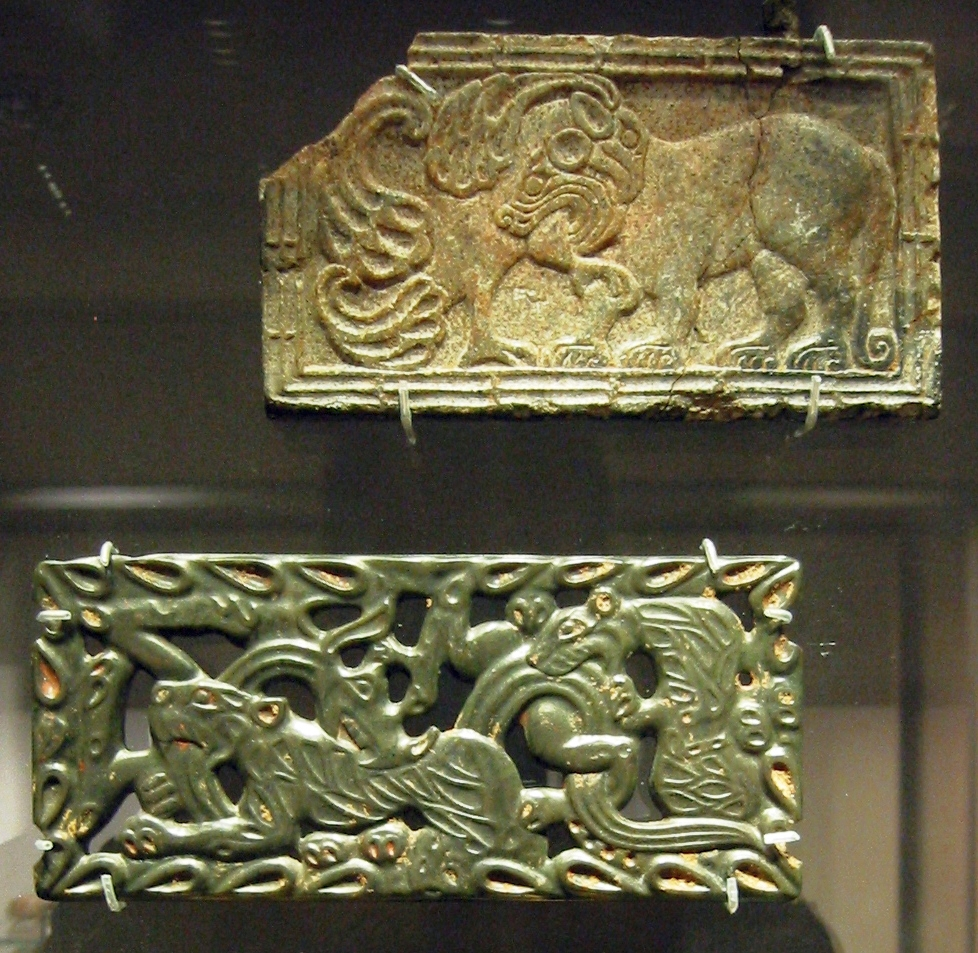
Các tấm ngọc bích và đá xà phòng (steatit) của Trung Quốc, chạm khắc nghệ thuật động vật thảo nguyên kiểu Scythia. Thế kỷ 4-3 TCN. Viện bảo tàng Anh.

### Đông Bắc Á

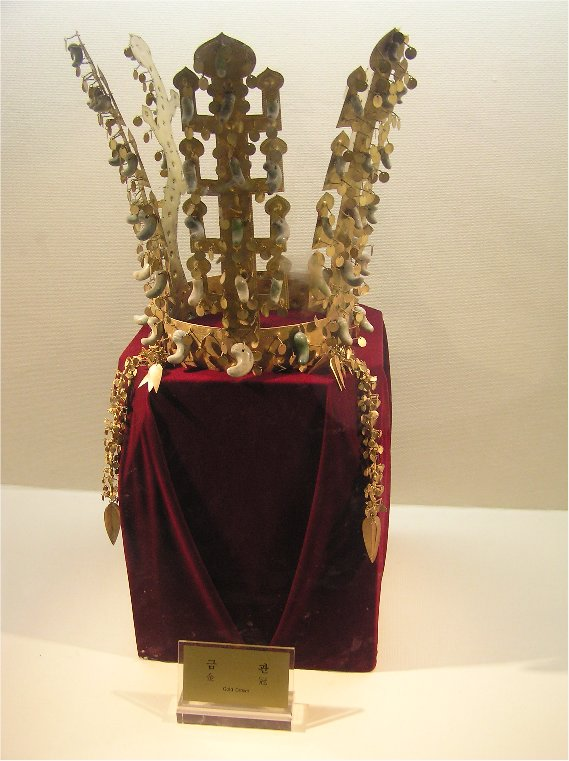
Vương miện Tân La (Silla).

## Xã hội Scythia

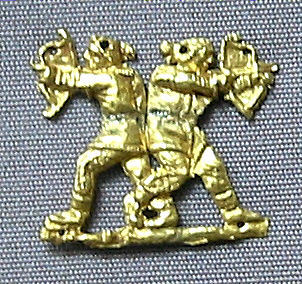
Miếng đính trang sức quần áo bằng vàng, thể hiện hai cung thủ Scythia, 400 tới 350 TCN. Có lẽ từ Kul-Oba, Krym. Viện bảo tàng Anh.

## Lịch sử và khảo cổ